# Opstandingskerk (Amsterdam)

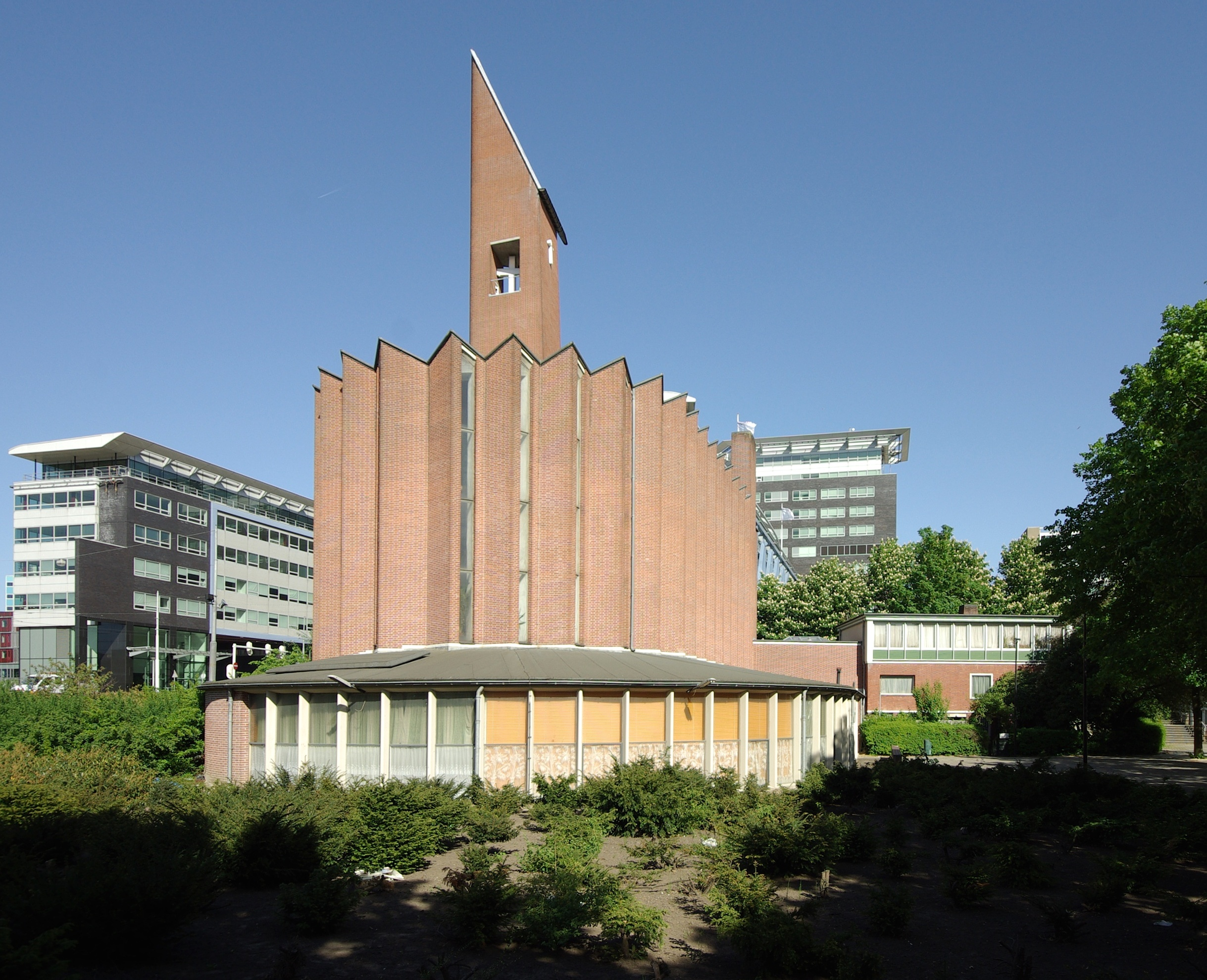
Opstandingskerk, 2011

Die Opstandingskerk (deutsch Auferstehungskirche), auch De Kolenkit (deutsch Die Kohlenschütte) genannt, ist eine Kirche am Bos en Lommerplein 327 im Amsterdamer Stadtteil West. Die Bezeichnung Kolenkit, nach der im Volksmund auch das umliegende Stadtviertel Kolenkitbuurt genannt wird, stammt von der markanten Form des 48 Meter hohe Glockenturms des 1955 bis 1956 errichteten Gotteshauses. 2007 wurde das Bauwerk in die Top 100 der niederländischen Denkmäler 1940–1958 aufgenommen, seit 2010 ist es Rijksmonument (Nummer 530877).
Die im Auftrag der niederländisch-reformierten Gemeinde erbaute Opstandingskerk wurde durch den niederländischen Architekten Marius Duintjer entworfen. Das Kirchengebäude ist aus Stahlbeton und die Fassade mit versetzt hochgezogenen roten Klinkern und mit bis auf den Boden reichenden Fenstern gestaltet. Der Innenraum ist weiß und bietet Platz für 450 Personen. Im Erdgeschoss befindet sich das Gemeindezentrum, darüber liegt der Kirchraum.

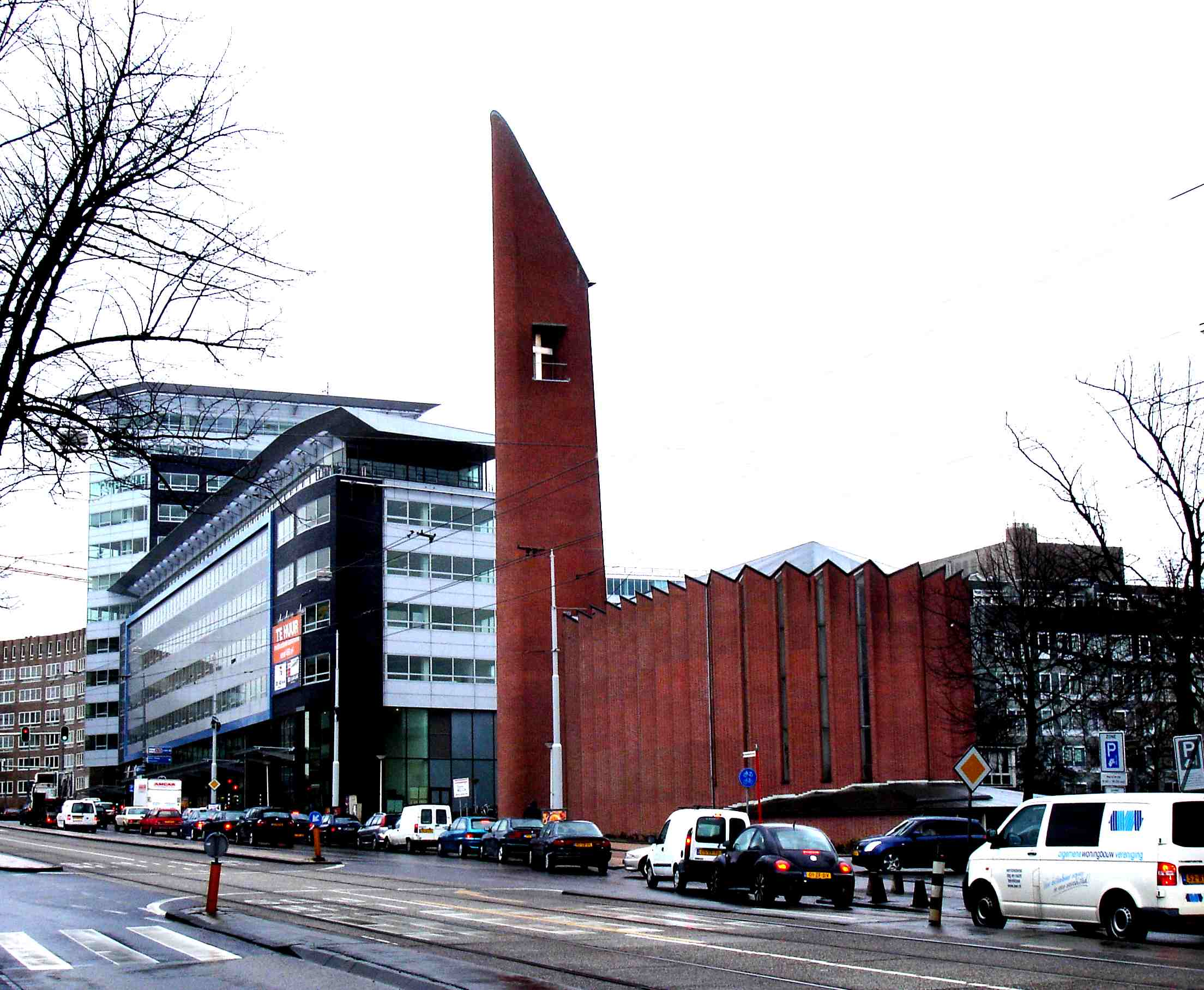
Opstandingskerk (2008)
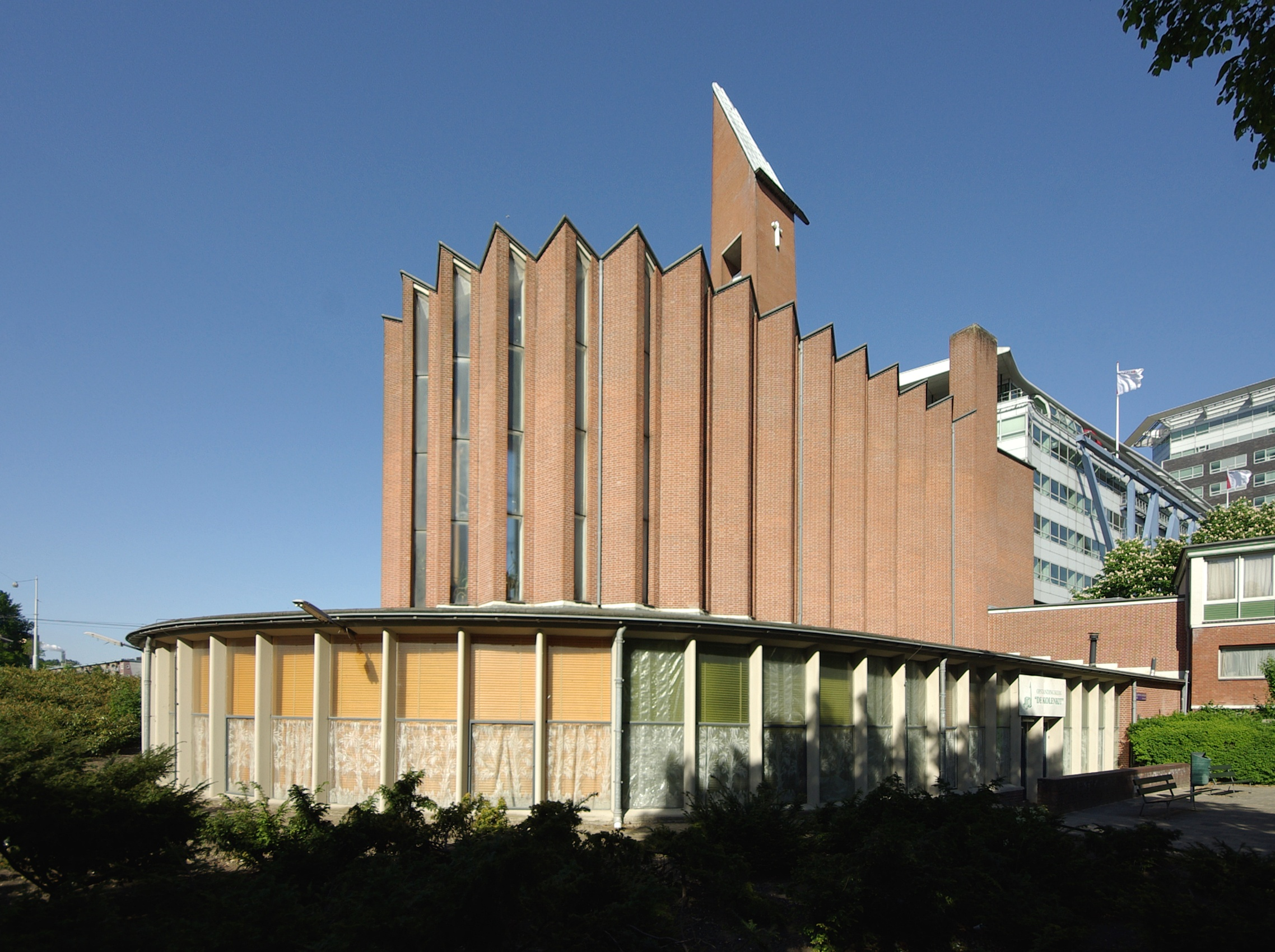
Opstandingskerk (2011)